# Gadratigi, Sindhnur
Gadratigi là một làng thuộc tehsil Sindhnur, huyện Raichur, bang Karnataka, Ấn Độ.